# ニテンピラム
ニテンピラム（英: Nitenpyram）はネオニコチノイド系殺虫剤の一種。農薬および動物用医薬品として使用される。中枢神経系の伝達を阻害することにより殺虫効果を持つ。

## 用途

### 農薬
武田薬品工業が開発し、1995年（平成7年）11月28日に、日本で農薬登録を受けた。イネのウンカや野菜のアブラムシの駆除に用いられる。商品名は「ベストガード」や、複合剤として「ウォンテッド」がある。

### 動物薬
イヌやネコに経口投与しノミを駆除する。投与後およそ30分で効果がはじまり、4時間以内にノミの成虫、卵、幼虫を全滅させる。効果の持続時間は24～48時間。長期的な防除より、大発生した際の迅速な駆除に適する。日本での商品名には「プログラムA錠」があったが、今は使われていない。

## 安全性
原体の半数致死量（LD50）はラットへの経口投与で雄1,680mg/kg、雌1,575mg/kg。ラットへの経皮投与で2,000mg/kg以上。一日摂取許容量（ADI）は0.53mg/kg/day。茶の10ppmをはじめ15の作物で0.2ppm～10ppm以下の残留基準が定められている。